# Alan Marcinkowski
Alan Marcinkowski (ur. 22 listopada 1986 w Zielonej Górze) – polski żużlowiec.
Wychowanek ZKŻ-u Zielona Góra, w barwach którego zdał egzamin na licencję żużlową w 2003 roku. W latach 2003–2006 był zawodnikiem klubu z Zielonej Góry, a w sezonie 2007 reprezentował barwy Unibaxu Toruń.
Jego największymi sukcesami są: srebrny medal Drużynowych Mistrzostw Polski na żużlu wywalczony w 2007 roku w barwach Unibaxu Toruń, złoty medal Młodzieżowych Mistrzostw Polski Par Klubowych zdobyty w 2007 roku oraz brązowy medal Młodzieżowych Drużynowych Mistrzostw Polski z 2003 roku.
Bratanek Zbigniewa Marcinkowskiego, również żużlowca.